# エール・ギネ
エール・ギネ（英語：Air Guinée）は1960年に設立されたギニア共和国のコナクリ国際空港を本拠地とする航空会社。1992年に民営化され、2002年に解散した。